# Monte Parnaso
O monte Parnaso ou Parnasso (em grego: ΄Ορος Παρνασσός, transl. Óros Parnassós) é uma montanha de pedra caliça (calcário) situada no centro da Grécia, cujo cume está a 2457 metros de altitude, sobre a antiga cidade de Delfos (Δελφοί), a norte do golfo de Corinto. É um dos parques nacionais da Grécia. Segundo a antiga mitologia grega, era uma das residências do deus Apolo e de suas nove musas.
Oferece uma espetacular vista panorâmica dos seus arredores, cheios de olivais, dominando a região oriental da Stereá Elláda (literalmente, a "Grécia sólida", "firme"). As vertentes estão cobertas de abetos cefalónios que enchem de colorido no Verão os prados silvestres. São muito comuns os abutres e a águia-real, tal como os lobos que descem dos montes Pindo no Inverno.
As localidades mais próximas são a de Delfos (Δελφοί, hoje em ruínas) e Aráchova (Αράχωβα), famosa pelos seus vinhos, queijos e tapeçarias de lã de ovelha. O cume mais alto é o pico Liákoura, lugar de encontro para alpinistas. Há uma estância de esqui chamada Fterólaka a 26 km de Aráchova.